# Técnica mixta

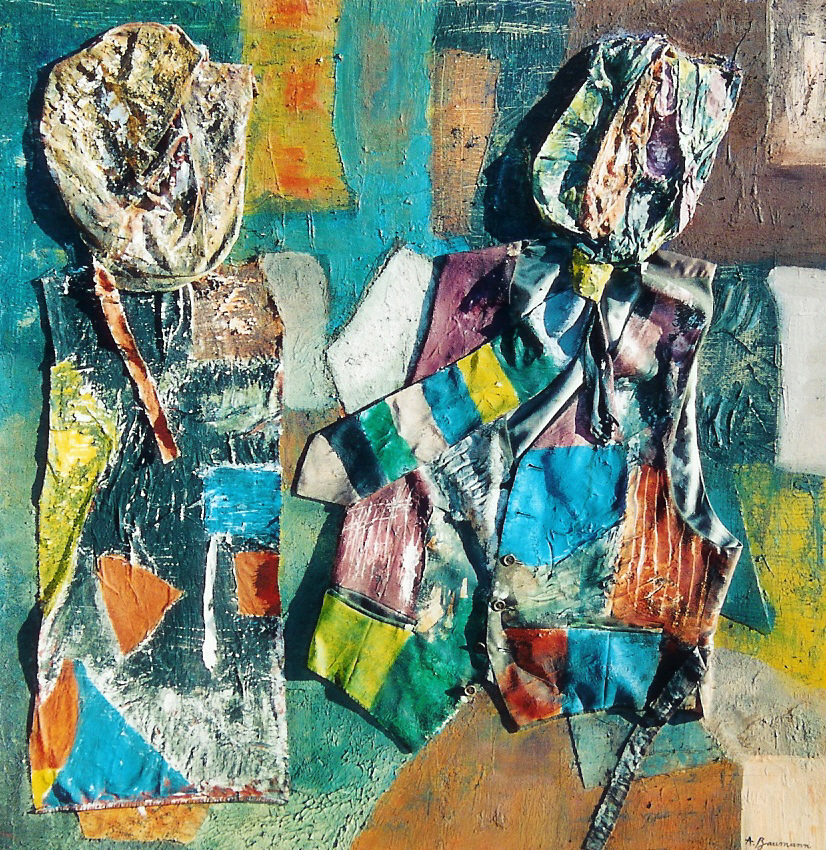
Alberto Baumann, "Herencia del Vigésimo Siglo" (1980).

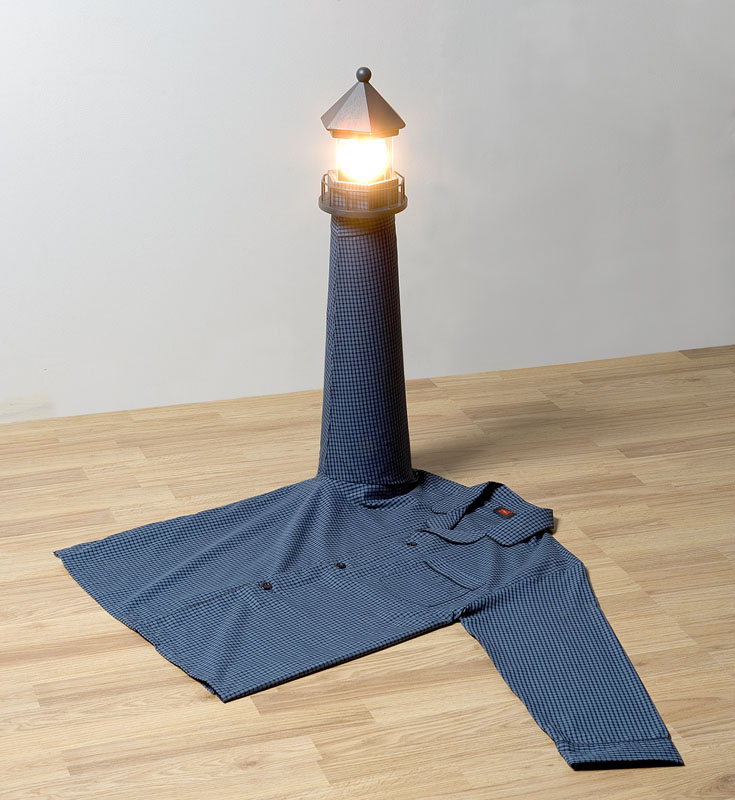
Arte de técnica mixta de Adam Niklewicz.

En las artes visuales, la técnica mixta describe obras de arte en las que se ha empleado más de un medio o material. Los ensamblajes y collages son dos ejemplos comunes de arte que utiliza diferentes medios y materiales, como tela, papel, madera y arte encontrado.[cita requerida]
El arte de técnica mixta se distingue del arte multimedia que combina el arte visual con elementos no visuales, como sonido grabado, literatura, teatro, danza, gráficos en movimiento, música o interactividad.

## Historia de las técnicas mixtas
La primera obra de arte moderna que se considera técnica mixta es el collage de 1912 de Pablo Picasso Naturaleza muerta con silla trenzada, que utilizó papel, tela, pintura y cuerda para crear un efecto pseudo-3D. La influencia de movimientos como el cubismo y el dadaísmo contribuyó al crecimiento de la popularidad de los medios mixtos a lo largo del siglo XX con la adopción de artistas como Henri Matisse, Joseph Cornell, Jean Dubuffet y Ellsworth Kelly. Esto condujo a nuevas innovaciones como las instalaciones a finales del siglo XX. Los medios mixtos siguen siendo una forma popular para los artistas, y se exploran diferentes formas como medios húmedos y marcas.

## Tipos de arte de técnica mixta
El arte de técnica mixta se puede diferenciar en distintos tipos, algunos de los cuales son:
- Collage: esta es una forma de arte que consiste en combinar diferentes materiales como cintas, recortes de periódicos, fotografías, etc. para crear un nuevo todo. Si bien fue una práctica esporádica en la antigüedad, se convirtió en parte fundamental del arte moderno a principios del siglo XX, gracias al esfuerzo de Braque y Picasso.[8]

- Ensamblaje: esta es una variante tridimensional del collage con elementos que sobresalen dentro o fuera de un sustrato definido, o una disposición completamente tridimensional de objetos y / o esculturas.[9]

- Arte encontrado: estos son objetos que son encontrados y utilizados por artistas e incorporados a obras de arte debido a su valor artístico percibido. Fue popularizado por el artista conceptual Marcel Duchamp.[10]

- Libros alterados: esta es una forma específica en la que el artista reutilizará un libro modificándolo/alterándolo físicamente para usarlo en el trabajo. Esto puede implicar cortar y pegar páginas físicamente para cambiar el contenido del libro o usar los materiales del libro como contenido de una obra de arte.[11]

- Técnicas húmedas y secas: Las técnicas húmedas consisten en materiales como pinturas y tintas que usan algún tipo de liquidez en su uso o composición.[12] Los materiales secos (como lápices, carbón y crayones) carecen de esta liquidez inherente.[13][14] El uso de técnicas húmedas y secas en conjunto se considera técnica mixta por su combinación de medios inherentemente diferentes para crear una pieza finalizada.[15]

- Dual Art ; También puede considerarse según el avance de la tecnología otras formas actuales de técnica mixta, que mezcla herramientas de artes plásticas clásicas, con herramientas de arte digital. Esta técnica desarrollada por el autor Stefanelli combina varias herramientas digitales que según sea el número y el orden bajo el cual se aplican se obtendrán muy diversas variaciones o resultados los cuales son concluidos en físico. Al igual que Picasso introdujo ese nuevo concepto a principios del siglo pasado mezclando varios tipos de materiales y técnicas en sus obras, en este siglo de la tecnología viene esta nueva forma innovadora de hacer arte con técnicas mixtas, mezclando técnicas clásicas con tecnología de vanguardia.
- Libro-arte;   Es una forma de expresión, simbiosis de múltiples posibles combinaciones de distintos lenguajes y sistemas de comunicación.  El artista puede realizar sus obras no sólo sobre papel, cartón o cartulina (los materiales tradicionales del  libro), sino también sobre metacrilato, madera, latón, pizarra, broce, etc., la combinación múltiple de varias materias o aportar materiales reciclados impresos o encontrados.   Puede emplear todas las técnicas artísticas posibles desde el óleo a la holografía, desde la acuarela a la infografía, desde el aguafuerte a la electrografía o la conjunción de varias de ellas.[16]

## Ejemplos de obras de arte en técnica mixta
- Naturaleza muerta con silla trenzada: la pieza de Picasso representa lo que se puede ver como una mesa con un limón cortado, un cuchillo, una servilleta y un periódico entre otros objetos discernibles. Es elíptica (con la especulación de que la obra en sí podría representar un ojo de buey) y tiene una cuerda real utilizada para formar su borde. Para los objetos presentes en la mesa se utilizan papel y tela.[17]

- Ángel de la anarquía: la escultura de 1937 de Eileen Agar es un busto modificado de Joseph Bard, que estaba cubierto por papel y piel. Cuando se perdió, hizo una variación de 1940 que envolvió y cegó la figura con plumas, cuentas y telas, creando una perspectiva completamente diferente de la escultura.[18]